# Gert Winckelmans
Gert Winckelmans (Antwerpen, 15 maart 1979) is een Vlaams acteur, regisseur en schrijver.

## Biografie
Winckelmans studeerde vanaf 1999 aan de Studio Herman Teirlinck. Sindsdien is hij actief in het theater, op televisie en in films. In 2007 speelde hij de hoofdrol in de populaire VTM-reeks Sara. Daarna volgden rollen in onder anderen Ella, Vermist, Code 37, Clan, Deadline 14/10 en 25/5, Cordon, Chaussée d'Amour, Callboys, Over water, Undercover, Fair Trade en Assisen.
Hij stond aan de wieg van drie theatergezelschappen: Santé Publiek, Larf! en Bilt. Winckelmans schreef verschillende theaterteksten waaronder: Ons bos, Mens en Vlees en Why walk if you can fly. Met theatergezelschap FC Bergman (Het Toneelhuis) toert hij sinds 2011 door Europa met de theatervoorstelling 300 el x 50 el x 30 el.
In oktober 2011 raakte Winckelmans betrokken bij een caféruzie waarbij een Gentse student zwaargewond raakte aan zijn oog. Winckelmans werd door de correctionele rechtbank van Gent in februari 2013 veroordeeld tot een gevangenisstraf van zes maanden met uitstel en een effectieve geldboete van 275 euro. Hij ging in beroep en bleef zijn onschuld staande houden. Het hof van beroep bevestigde echter het eerste vonnis.

## Filmografie
- Kaat & co (2004-2007) - als Jasper Christiaenssens
- Reboot 57 (2006) - als kapitein Hopper
- Windkracht 10: Koksijde Rescue (2006) - als Thys
- Cocoon (2007) - als Pieter
- Sara (2007-2008) - als Simon Van Wijck
- Dope (2008) - als Renaat
- Zone Stad (2008) - als Maarten Timmermans
- Vermist (2008) - als Dimitri 'Dimi' Lagast
- Happy Together (2008) - als Mario
- Los zand (2009) - als Jeroen Hendrickx
- Witse (2009) - als Didier De Wit
- David (2010) - als beurshandelaar
- Ella (2010-2011) - als Nicolas De Prins
- Coconut Skin (2010) - als Kristof
- Aspe (2010) - als Ivan Baetens
- Code 37 (2011) - als Jurgen De Coene
- Rang 1 (2011) - als Sander
- Witse (2012) - als Dennis Reynaerts
- Zone Stad (2012) - als Roel Vercammen
- Deadline 14/10 (2012) - als Johan De Keersmaecker
- Clan (2012) - als Frederik Lint
- Early Birds (2012) - als postbode
- Aspe (2013) - als Thierry Konings
- Danni Lowinski (2012-2013) - als meester Van Oeteren
- Vermist (2014) - als Laurent Reniers
- Deadline 25/5 (2014) - als Johan De Keersmaecker
- De Ridder (2014) - als Mark Goethals
- 7 A.M. (2014) - als Charlie
- Cordon (2014, 2016) - als Nico
- Professor T. (2015) - als Tristan Verhulst
- Coppers (2016) - als Benoit Nollet
- Chaussée d'Amour (2016) - als Carlo Boyen
- Callboys (2016) - als Koy
- Allemaal Familie (2017) - als zichzelf
- Vagevuur (2017) - als Daan
- Spitsbroers (2017) - als Freddy Lateur
- Crimi Clowns (2017) - als agent Michel
- 13 Geboden (2018) - als uitbater van een B&B
- Silent Campine (2018) - als Bert
- Undercover (2019) - als Rudy Theys
- Gent-West (2017-2019) - als Steve De Wulf
- Over water (2018, 2020) - als chauffeur De Pelsmaecker
- Fair Trade (2021, 2023) - als Anthony
- De Bunker (2022) - als Frank Vandelo
- Lost Luggage (2022) - als luchthavenarbeider
- Lisa (2021-2022) - als Ed Vanhoute
- Thuis (2022-heden) - als Vincent 'Vince' Pauwels
- Het geheugenspel (2023) - als Claude Deridder
- De twaalf (2023) - als Steve
- Alter Ego (2023) - als Bjorn
- Mocro Maffia (2024) - als douanier
- Flikken Maastricht (2025) - als Luc Wouters
- Assisen (2025) - als Serge Sterckx

## Overig
- 2010: Deelname aan de wedstrijd MasterChef op VTM.
- 2009: Monoloog Ons bos
- 2008: Deelname aan Celebrity Shock. Samen met Pascale Platel ontdekt Gert de wereld van de Tibetaanse monniken in de Himalaya.
- 2008: Rol in Het geslacht Borgia, een toneelstuk geregisseerd door Benjamin Van Tourhout.
- 2007: Vlaamse stem van Emile in de animatiefilm Ratatouille.